# Dizzy Dishes
Dizzy Dishes è un cortometraggio animato del 1930, prodotto da Max Fleischer per i Fleischer Studios e diretto da Dave Fleischer. Fa parte della serie Talkartoons.
Il cortometraggio è storicamente importante perché è il primo cartone animato in cui appare il celebre personaggio di Betty Boop.

## Trama
Bimbo è chef e cameriere in un café chantant dov'è in corso uno spettacolo di varietà; tuttavia non smette mai di combinare guai e dimentica del tutto di servire i clienti. Un feroce gorilla gli ordina un piatto di anatra arrosto, che lui prepara con estrema cura; quando va a servirgliela, però, si ferma ad ascoltare il numero musicale di Betty Boop, della quale si innamora a prima vista, dimenticandosi dell'ordine del gorilla. Bimbo si mette quindi a danzare insieme all'anatra, causando l'ira del gorilla che, inferocito, prende a inseguirlo per tutto il locale. Dopo essergli sfuggito per mezzo di varie ed esilaranti trovate, Bimbo lo mette KO e scappa a bordo di un trenino giocattolo.

## La nascita di Betty Boop
Uscito il 9 agosto del 1930, il cortometraggio vede l'esordio di Betty Boop nelle vesti di cantante jazz del café chantant in cui è ambientato il corto. Il personaggio non ha un nome (nei crediti è citata semplicemente come jazz singer) ed è ancora lontano dal look definitivo: qui, infatti, appare nelle sembianze di una cagnolina antropomorfa, caricatura di Helen Kane, di cui vengono ripresi movenze e modo di cantare; anche il brano che canta, dal titolo I have to have you, era uno dei cavalli di battaglia della Kane. Nelle successive apparizioni, i lineamenti verranno addolciti e le fattezze canine attenuate per renderla più simile a Mae Questel; il personaggio verrà provvisoriamente chiamato Nanny McGrew, mentre assumerà il nome di Betty nel cartoon del 1931 Betty Co-Ed, dove tuttavia appare con un aspetto molto diverso. Nel 1932, a compimento della trasformazione in umano, Betty Boop diventerà la star indiscussa del Talkartoons; il nome stesso della serie diventerà Betty Boop.